# Lista över fornlämningar i Gotlands kommun (Gothem)
Lista över fornlämningar i Gotlands kommun (Gothem) är en förteckning av ett urval av de fornlämningar som finns i Gothem i Gotlands kommun.
| Namn                       | Lämningstyp                      | Tillkomsttid | Historisk indelning | Plats | Läge                 | ID-nr          | Bild                                      |
| -------------------------- | -------------------------------- | ------------ | ------------------- | ----- | -------------------- | -------------- | ----------------------------------------- |
| Gothem 1:1                 | Gravfält                         |              | Gothem, Gotland     |       | 57.583402, 18.691916 | 10092500010001 | Ladda upp en bild av detta fornminne      |
| Gothem 2:1                 | Stensättning                     |              | Gothem, Gotland     |       | 57.583118, 18.690854 | 10092500020001 | Ladda upp en bild av detta fornminne      |
| Gothem 2:2                 | Stensättning                     |              | Gothem, Gotland     |       | 57.582871, 18.690529 | 10092500020002 | Ladda upp en bild av detta fornminne      |
| Gothem 2:3                 | Stensättning                     |              | Gothem, Gotland     |       | 57.582711, 18.691066 | 10092500020003 | Ladda upp en bild av detta fornminne      |
| Gothem 2:4                 | Stensättning                     |              | Gothem, Gotland     |       | 57.582472, 18.690757 | 10092500020004 | Ladda upp en bild av detta fornminne      |
| Gothem 3:1                 | Gravfält                         |              | Gothem, Gotland     |       | 57.582501, 18.687135 | 10092500030001 | Ladda upp en bild av detta fornminne      |
| Gothem 6:1                 | Stenkrets                        |              | Gothem, Gotland     |       | 57.578378, 18.676659 | 10092500060001 | Ladda upp en bild av detta fornminne      |
| Gothem 7:1                 | Stensättning                     |              | Gothem, Gotland     |       | 57.575916, 18.672086 | 10092500070001 | Ladda upp en bild av detta fornminne      |
| Gothem 8:1                 | Stensättning                     |              | Gothem, Gotland     |       | 57.577446, 18.675388 | 10092500080001 | Ladda upp en bild av detta fornminne      |
| Gothem 8:2                 | Hög                              |              | Gothem, Gotland     |       | 57.577374, 18.675714 | 10092500080002 | Ladda upp en bild av detta fornminne      |
| Gothem 9:1                 | Stensättning                     |              | Gothem, Gotland     |       | 57.581443, 18.689531 | 10092500090001 | Ladda upp en bild av detta fornminne      |
| Gothem 9:2                 | Stensättning                     |              | Gothem, Gotland     |       | 57.581679, 18.689229 | 10092500090002 | Ladda upp en bild av detta fornminne      |
| Gothem 9:3                 | Stensättning                     |              | Gothem, Gotland     |       | 57.581513, 18.689689 | 10092500090003 | Ladda upp en bild av detta fornminne      |
| Gothem 11:1                | Stensättning                     |              | Gothem, Gotland     |       | 57.584725, 18.702539 | 10092500110001 | Ladda upp en bild av detta fornminne      |
| Gothem 12:1                | Husgrund, förhistorisk/medeltida |              | Gothem, Gotland     |       | 57.588038, 18.678154 | 10092500120001 | Ladda upp en bild av detta fornminne      |
| Gothem 13:1                | Stensättning                     |              | Gothem, Gotland     |       | 57.586594, 18.706436 | 10092500130001 | Ladda upp en bild av detta fornminne      |
| Gothem 14:1                | Stensättning                     |              | Gothem, Gotland     |       | 57.588007, 18.713320 | 10092500140001 | Ladda upp en bild av detta fornminne      |
| Gothem 15:1                | Stensättning                     |              | Gothem, Gotland     |       | 57.587537, 18.714567 | 10092500150001 | Ladda upp en bild av detta fornminne      |
| Gothem 15:2                | Stensättning                     |              | Gothem, Gotland     |       | 57.587316, 18.714666 | 10092500150002 | Ladda upp en bild av detta fornminne      |
| Gothem 15:3                | Stensättning                     |              | Gothem, Gotland     |       | 57.587068, 18.714209 | 10092500150003 | Ladda upp en bild av detta fornminne      |
| Gothem 17:1                | Grav markerad av sten/block      |              | Gothem, Gotland     |       | 57.587278, 18.715356 | 10092500170001 | Ladda upp en bild av detta fornminne      |
| Gothem 17:2                | Stensättning                     |              | Gothem, Gotland     |       | 57.587248, 18.715641 | 10092500170002 | Ladda upp en bild av detta fornminne      |
| Gothem 17:3                | Stensättning                     |              | Gothem, Gotland     |       | 57.587194, 18.715866 | 10092500170003 | Ladda upp en bild av detta fornminne      |
| Gothem 17:4                | Stenkrets                        |              | Gothem, Gotland     |       | 57.587123, 18.716109 | 10092500170004 | Ladda upp en bild av detta fornminne      |
| Gothem 21:1                | Stensättning                     |              | Gothem, Gotland     |       | 57.585053, 18.716464 | 10092500210001 | Ladda upp en bild av detta fornminne      |
| Gothem 21:2                | Stensättning                     |              | Gothem, Gotland     |       | 57.585386, 18.716728 | 10092500210002 | Ladda upp en bild av detta fornminne      |
| Gothem 23:1                | Stensättning                     |              | Gothem, Gotland     |       | 57.586585, 18.719080 | 10092500230001 | Ladda upp en bild av detta fornminne      |
| Gothem 24:1                | Stensättning                     |              | Gothem, Gotland     |       | 57.586592, 18.713658 | 10092500240001 | Ladda upp en bild av detta fornminne      |
| Gothem 25:1                | Hällristning                     |              | Gothem, Gotland     |       | 57.581257, 18.710757 | 11100000000816 | Ladda upp en bild av detta fornminne      |
| Gothem 27:1                | Stensättning                     |              | Gothem, Gotland     |       | 57.582816, 18.692952 | 10092500270001 | Ladda upp en bild av detta fornminne      |
| Gothem 29:1                | Röse                             |              | Gothem, Gotland     |       | 57.586640, 18.732446 | 10092500290001 | Ladda upp en bild av detta fornminne      |
| Gothem 30:1                | Stensättning                     |              | Gothem, Gotland     |       | 57.585885, 18.730482 | 10092500300001 | Ladda upp en bild av detta fornminne      |
| Gothem 31:1                | Stensättning                     |              | Gothem, Gotland     |       | 57.586819, 18.723823 | 10092500310001 | Ladda upp en bild av detta fornminne      |
| Gothem 31:2                | Stensättning                     |              | Gothem, Gotland     |       | 57.586783, 18.723916 | 10092500310002 | Ladda upp en bild av detta fornminne      |
| Gothem 32:1                | Stensättning                     |              | Gothem, Gotland     |       | 57.587625, 18.730881 | 10092500320001 | Ladda upp en bild av detta fornminne      |
| Gothem 34:1                | Hällristning                     |              | Gothem, Gotland     |       | 57.572678, 18.735747 | 11100000000890 | Ladda upp en bild av detta fornminne      |
| Gothem 35:1                | Stenkrets                        |              | Gothem, Gotland     |       | 57.569781, 18.734700 | 10092500350001 | Ladda upp en bild av detta fornminne      |
| Gothem 38:1                | Gravfält                         |              | Gothem, Gotland     |       | 57.565479, 18.737040 | 10092500380001 | Ladda upp en bild av detta fornminne      |
| Gothem 39:1                | Stensättning                     |              | Gothem, Gotland     |       | 57.563105, 18.736723 | 10092500390001 | Ladda upp en bild av detta fornminne      |
| Gothem 39:2                | Stensättning                     |              | Gothem, Gotland     |       | 57.563110, 18.737064 | 10092500390002 | Ladda upp en bild av detta fornminne      |
| Gothem 40:1                | Röse                             |              | Gothem, Gotland     |       | 57.561089, 18.737079 | 10092500400001 | Ladda upp en bild av detta fornminne      |
| Gothem 40:2                | Stensättning                     |              | Gothem, Gotland     |       | 57.561219, 18.737185 | 10092500400002 | Ladda upp en bild av detta fornminne      |
| Gothem 41:1                | Röse                             |              | Gothem, Gotland     |       | 57.549567, 18.754772 | 10092500410001 | Ladda upp en bild av detta fornminne      |
| Gothem 41:2                | Stensättning                     |              | Gothem, Gotland     |       | 57.549299, 18.754059 | 10092500410002 | Ladda upp en bild av detta fornminne      |
| Gothem 41:3                | Grav markerad av sten/block      |              | Gothem, Gotland     |       | 57.549177, 18.754220 | 10092500410003 | Ladda upp en bild av detta fornminne      |
| Gothem 43:1                | Röse                             |              | Gothem, Gotland     |       | 57.547189, 18.758397 | 10092500430001 | Ladda upp en bild av detta fornminne      |
| Gothem 43:2                | Stensättning                     |              | Gothem, Gotland     |       | 57.547295, 18.758413 | 10092500430002 | Ladda upp en bild av detta fornminne      |
| Gothem 43:3                | Stensättning                     |              | Gothem, Gotland     |       | 57.547224, 18.758174 | 10092500430003 | Ladda upp en bild av detta fornminne      |
| Gothem 44:1                | Husgrund, förhistorisk/medeltida |              | Gothem, Gotland     |       | 57.544594, 18.777820 | 10092500440001 | Ladda upp en bild av detta fornminne      |
| Gothem 47:1                | Röse                             |              | Gothem, Gotland     |       | 57.561897, 18.744327 | 10092500470001 | Ladda upp en bild av detta fornminne      |
| Gothem 47:2                | Stensättning                     |              | Gothem, Gotland     |       | 57.561999, 18.744433 | 10092500470002 | Ladda upp en bild av detta fornminne      |
| Gothem 48:1                | Röse                             |              | Gothem, Gotland     |       | 57.555614, 18.734986 | 10092500480001 | Ladda upp en bild av detta fornminne      |
| Gothem 48:2                | Röse                             |              | Gothem, Gotland     |       | 57.555428, 18.735302 | 10092500480002 | Ladda upp en bild av detta fornminne      |
| Gothem 49:1                | Röse                             |              | Gothem, Gotland     |       | 57.552189, 18.733359 | 10092500490001 | Ladda upp en bild av detta fornminne      |
| Gothem 49:2                | Stensättning                     |              | Gothem, Gotland     |       | 57.552297, 18.733487 | 10092500490002 | Ladda upp en bild av detta fornminne      |
| Gothem 50:1                | Röse                             |              | Gothem, Gotland     |       | 57.550140, 18.735546 | 10092500500001 | Ladda upp en bild av detta fornminne      |
| Gothem 50:2                | Röse                             |              | Gothem, Gotland     |       | 57.549985, 18.735552 | 10092500500002 | Ladda upp en bild av detta fornminne      |
| Gothem 50:3                | Stensättning                     |              | Gothem, Gotland     |       | 57.550102, 18.735838 | 10092500500003 | Ladda upp en bild av detta fornminne      |
| Gothem 51:1                | Stensättning                     |              | Gothem, Gotland     |       | 57.550285, 18.739201 | 10092500510001 | Ladda upp en bild av detta fornminne      |
| Gothem 51:2                | Stensättning                     |              | Gothem, Gotland     |       | 57.550306, 18.739792 | 10092500510002 | Ladda upp en bild av detta fornminne      |
| Gothem 51:3                | Stensättning                     |              | Gothem, Gotland     |       | 57.550403, 18.739213 | 10092500510003 | Ladda upp en bild av detta fornminne      |
| Gothem 52:1                | Stensättning                     |              | Gothem, Gotland     |       | 57.544787, 18.738647 | 10092500520001 | Ladda upp en bild av detta fornminne      |
| Gothem 52:2                | Röse                             |              | Gothem, Gotland     |       | 57.544676, 18.738808 | 10092500520002 | Ladda upp en bild av detta fornminne      |
| Gothem 52:3                | Stensättning                     |              | Gothem, Gotland     |       | 57.544614, 18.738651 | 10092500520003 | Ladda upp en bild av detta fornminne      |
| Gothem 54:1                | Röse                             |              | Gothem, Gotland     |       | 57.535740, 18.737241 | 10092500540001 | Ladda upp en bild av detta fornminne      |
| Gothem 55:1                | Röse                             |              | Gothem, Gotland     |       | 57.537706, 18.729854 | 10092500550001 | Ladda upp en bild av detta fornminne      |
| Gothem 55:2                | Stensättning                     |              | Gothem, Gotland     |       | 57.537756, 18.729993 | 10092500550002 | Ladda upp en bild av detta fornminne      |
| Gothem 56:1                | Stensättning                     |              | Gothem, Gotland     |       | 57.537329, 18.728365 | 10092500560001 | Ladda upp en bild av detta fornminne      |
| Gothem 57:1                | Gravfält                         |              | Gothem, Gotland     |       | 57.537019, 18.727509 | 10092500570001 | Ladda upp en bild av detta fornminne      |
| Gothem 58:1                | Stensättning                     |              | Gothem, Gotland     |       | 57.540838, 18.729303 | 10092500580001 | Ladda upp en bild av detta fornminne      |
| Gothem 59:1                | Röse                             |              | Gothem, Gotland     |       | 57.541724, 18.732883 | 10092500590001 | Ladda upp en bild av detta fornminne      |
| Gothem 59:2                | Stensättning                     |              | Gothem, Gotland     |       | 57.541604, 18.733062 | 10092500590002 | Ladda upp en bild av detta fornminne      |
| Gothem 60:1                | Stensättning                     |              | Gothem, Gotland     |       | 57.561556, 18.710208 | 10092500600001 | Ladda upp en bild av detta fornminne      |
| Gothem 60:2                | Stensättning                     |              | Gothem, Gotland     |       | 57.561657, 18.710140 | 10092500600002 | Ladda upp en bild av detta fornminne      |
| Gothem 60:3                | Stensättning                     |              | Gothem, Gotland     |       | 57.561691, 18.709897 | 10092500600003 | Ladda upp en bild av detta fornminne      |
| Gothem 62:1                | Stensättning                     |              | Gothem, Gotland     |       | 57.549747, 18.697965 | 10092500620001 | Ladda upp en bild av detta fornminne      |
| Gothem 62:2                | Stensättning                     |              | Gothem, Gotland     |       | 57.549728, 18.697773 | 10092500620002 | Ladda upp en bild av detta fornminne      |
| Gothem 63:1                | Röse                             |              | Gothem, Gotland     |       | 57.566528, 18.697956 | 10092500630001 | Ladda upp en bild av detta fornminne      |
| Gothem 63:2                | Stensättning                     |              | Gothem, Gotland     |       | 57.566525, 18.697714 | 10092500630002 | Ladda upp en bild av detta fornminne      |
| Gothem 63:5                | Stensättning                     |              | Gothem, Gotland     |       | 57.566623, 18.697600 | 10092500630005 | Ladda upp en bild av detta fornminne      |
| Gothem 64:1                | Stensättning                     |              | Gothem, Gotland     |       | 57.593572, 18.723722 | 10092500640001 | Ladda upp en bild av detta fornminne      |
| Gothem 65:1                | Gravfält                         |              | Gothem, Gotland     |       | 57.593113, 18.722318 | 10092500650001 | Ladda upp en bild av detta fornminne      |
| Gothem 66:1                | Hällristning                     |              | Gothem, Gotland     |       | 57.592398, 18.711469 | 11100000000891 | Ladda upp en bild av detta fornminne      |
| Gothem 68:1                | Husgrund, förhistorisk/medeltida |              | Gothem, Gotland     |       | 57.590497, 18.695980 | 10092500680001 | Ladda upp en bild av detta fornminne      |
| Gothem 69:1                | Stensättning                     |              | Gothem, Gotland     |       | 57.596078, 18.694086 | 10092500690001 | Ladda upp en bild av detta fornminne      |
| Gothem 69:2                | Stensättning                     |              | Gothem, Gotland     |       | 57.596233, 18.694120 | 10092500690002 | Ladda upp en bild av detta fornminne      |
| Gothem 69:3                | Stensättning                     |              | Gothem, Gotland     |       | 57.596384, 18.694325 | 10092500690003 | Ladda upp en bild av detta fornminne      |
| Gothem 70:1                | Stensättning                     |              | Gothem, Gotland     |       | 57.602835, 18.696828 | 10092500700001 | Ladda upp en bild av detta fornminne      |
| Gothem 70:2                | Stensättning                     |              | Gothem, Gotland     |       | 57.602900, 18.696638 | 10092500700002 | Ladda upp en bild av detta fornminne      |
| Gothem 70:3                | Stensättning                     |              | Gothem, Gotland     |       | 57.603249, 18.696932 | 10092500700003 | Ladda upp en bild av detta fornminne      |
| Gothem 70:4                | Stensättning                     |              | Gothem, Gotland     |       | 57.602732, 18.696601 | 10092500700004 | Ladda upp en bild av detta fornminne      |
| Gothem 72:1                | Stensättning                     |              | Gothem, Gotland     |       | 57.606404, 18.700354 | 10092500720001 | Ladda upp en bild av detta fornminne      |
| Gothem 72:2                | Stensättning                     |              | Gothem, Gotland     |       | 57.606783, 18.700427 | 10092500720002 | Ladda upp en bild av detta fornminne      |
| Gothem 73:1                | Stensättning                     |              | Gothem, Gotland     |       | 57.609655, 18.694655 | 10092500730001 | Ladda upp en bild av detta fornminne      |
| Gothem 73:2                | Stensättning                     |              | Gothem, Gotland     |       | 57.609551, 18.694513 | 10092500730002 | Ladda upp en bild av detta fornminne      |
| Gothem 73:3                | Stensättning                     |              | Gothem, Gotland     |       | 57.609427, 18.694695 | 10092500730003 | Ladda upp en bild av detta fornminne      |
| Gothem 74:1                | Stensättning                     |              | Gothem, Gotland     |       | 57.602514, 18.702037 | 10092500740001 | Ladda upp en bild av detta fornminne      |
| Gothem 75:1                | Stensättning                     |              | Gothem, Gotland     |       | 57.602549, 18.710362 | 10092500750001 | Ladda upp en bild av detta fornminne      |
| Gothem 75:2                | Stensättning                     |              | Gothem, Gotland     |       | 57.602436, 18.710332 | 10092500750002 | Ladda upp en bild av detta fornminne      |
| Gothem 75:3                | Stensättning                     |              | Gothem, Gotland     |       | 57.602434, 18.710091 | 10092500750003 | Ladda upp en bild av detta fornminne      |
| Gothem 76:1                | Hög                              |              | Gothem, Gotland     |       | 57.604436, 18.714679 | 10092500760001 | Ladda upp en bild av detta fornminne      |
| Gothem 76:2                | Hög                              |              | Gothem, Gotland     |       | 57.604284, 18.714414 | 10092500760002 | Ladda upp en bild av detta fornminne      |
| Gothem 76:3                | Stensättning                     |              | Gothem, Gotland     |       | 57.604232, 18.714815 | 10092500760003 | Ladda upp en bild av detta fornminne      |
| Gothem 77:1                | Stenkrets                        |              | Gothem, Gotland     |       | 57.605490, 18.716608 | 10092500770001 | Ladda upp en bild av detta fornminne      |
| Gothem 78:1                | Gravfält                         |              | Gothem, Gotland     |       | 57.605701, 18.715670 | 10092500780001 | Ladda upp en bild av detta fornminne      |
| Gothem 79:1                | Stensättning                     |              | Gothem, Gotland     |       | 57.609971, 18.719934 | 10092500790001 | Ladda upp en bild av detta fornminne      |
| Gothem 79:2                | Röse                             |              | Gothem, Gotland     |       | 57.610118, 18.719501 | 10092500790002 | Ladda upp en bild av detta fornminne      |
| Gothem 79:3                | Stensättning                     |              | Gothem, Gotland     |       | 57.610022, 18.719154 | 10092500790003 | Ladda upp en bild av detta fornminne      |
| Gothem 79:4                | Stensättning                     |              | Gothem, Gotland     |       | 57.609868, 18.718956 | 10092500790004 | Ladda upp en bild av detta fornminne      |
| Gothem 80:1                | Stensättning                     |              | Gothem, Gotland     |       | 57.609380, 18.720019 | 10092500800001 | Ladda upp en bild av detta fornminne      |
| Gothem 81:1                | Gravfält                         |              | Gothem, Gotland     |       | 57.615457, 18.720679 | 10092500810001 | Ladda upp en bild av detta fornminne      |
| Gothem 82:1                | Gravfält                         |              | Gothem, Gotland     |       | 57.612390, 18.706230 | 10092500820001 | Ladda upp en bild av detta fornminne      |
| Gothem 83:1                | Stensättning                     |              | Gothem, Gotland     |       | 57.611776, 18.705751 | 10092500830001 | Ladda upp en bild av detta fornminne      |
| Gothem 84:1                | Stensättning                     |              | Gothem, Gotland     |       | 57.594072, 18.724453 | 10092500840001 | Ladda upp en bild av detta fornminne      |
| Gothem 85:1                | Stensättning                     |              | Gothem, Gotland     |       | 57.594414, 18.726164 | 10092500850001 | Ladda upp en bild av detta fornminne      |
| Gothem 87:1                | Husgrund, förhistorisk/medeltida |              | Gothem, Gotland     |       | 57.595779, 18.730813 | 10092500870001 | Ladda upp en bild av detta fornminne      |
| Gothem 87:2                | Husgrund, förhistorisk/medeltida |              | Gothem, Gotland     |       | 57.595434, 18.730789 | 10092500870002 | Ladda upp en bild av detta fornminne      |
| Gothem 87:3                | Stensättning                     |              | Gothem, Gotland     |       | 57.595295, 18.730413 | 10092500870003 | Ladda upp en bild av detta fornminne      |
| Gothem 87:4                | Stensättning                     |              | Gothem, Gotland     |       | 57.595390, 18.730503 | 10092500870004 | Ladda upp en bild av detta fornminne      |
| Gothem 88:1                | Stensättning                     |              | Gothem, Gotland     |       | 57.592439, 18.730922 | 10092500880001 | Ladda upp en bild av detta fornminne      |
| Gothem 89:1                | Gravfält                         |              | Gothem, Gotland     |       | 57.604426, 18.751435 | 10092500890001 | Ladda upp en bild av detta fornminne      |
| Gothem 90:1                | Stenkrets                        |              | Gothem, Gotland     |       | 57.600919, 18.749211 | 10092500900001 | Ladda upp en bild av detta fornminne      |
| Gothem 91:1                | Husgrund, förhistorisk/medeltida |              | Gothem, Gotland     |       | 57.606580, 18.744413 | 10092500910001 | Ladda upp en bild av detta fornminne      |
| Gothem 92:1                | Stensättning                     |              | Gothem, Gotland     |       | 57.608455, 18.742088 | 10092500920001 | Ladda upp en bild av detta fornminne      |
| Gothem 92:2                | Stensättning                     |              | Gothem, Gotland     |       | 57.608454, 18.742370 | 10092500920002 | Ladda upp en bild av detta fornminne      |
| Gothem 94:1                | Husgrund, förhistorisk/medeltida |              | Gothem, Gotland     |       | 57.603566, 18.735637 | 10092500940001 | Ladda upp en bild av detta fornminne      |
| Gothem 95:1                | Husgrund, förhistorisk/medeltida |              | Gothem, Gotland     |       | 57.603648, 18.734231 | 10092500950001 | Ladda upp en bild av detta fornminne      |
| Gothem 96:1                | Husgrund, förhistorisk/medeltida |              | Gothem, Gotland     |       | 57.604202, 18.734971 | 10092500960001 | Ladda upp en bild av detta fornminne      |
| Gothem 98:1                | Gravfält                         |              | Gothem, Gotland     |       | 57.607876, 18.739376 | 10092500980001 | Ladda upp en bild av detta fornminne      |
| Gothem 105:1               | Gravfält                         |              | Gothem, Gotland     |       | 57.592525, 18.750126 | 10092501050001 | Ladda upp en bild av detta fornminne      |
| Gothem 106:1               | Stensättning                     |              | Gothem, Gotland     |       | 57.591568, 18.750768 | 10092501060001 | Ladda upp en bild av detta fornminne      |
| Gothem 108:1               | Stensättning                     |              | Gothem, Gotland     |       | 57.613517, 18.743320 | 10092501080001 | Ladda upp en bild av detta fornminne      |
| Gothem 108:2               | Grav markerad av sten/block      |              | Gothem, Gotland     |       | 57.613517, 18.743320 | 10092501080002 | Ladda upp en bild av detta fornminne      |
| Gothem 108:3               | Grav markerad av sten/block      |              | Gothem, Gotland     |       | 57.613517, 18.743320 | 10092501080003 | Ladda upp en bild av detta fornminne      |
| Gothem 109:1               | Stenkrets                        |              | Gothem, Gotland     |       | 57.612337, 18.742771 | 10092501090001 | Ladda upp en bild av detta fornminne      |
| Gothem 109:2               | Röse                             |              | Gothem, Gotland     |       | 57.612702, 18.743283 | 10092501090002 | Ladda upp en bild av detta fornminne      |
| Gothem 110:1               | Gravfält                         |              | Gothem, Gotland     |       | 57.612185, 18.741973 | 10092501100001 | Ladda upp en bild av detta fornminne      |
| Majsterrojr (Gothem 111:1) | Gravfält                         |              | Gothem, Gotland     |       | 57.615292, 18.733607 | 10092501110001 | Ladda upp en till bild av detta fornminne |
| Gothem 112:1               | Stensättning                     |              | Gothem, Gotland     |       | 57.616774, 18.730188 | 10092501120001 | Ladda upp en bild av detta fornminne      |
| Gothem 112:2               | Stensättning                     |              | Gothem, Gotland     |       | 57.616903, 18.730427 | 10092501120002 | Ladda upp en bild av detta fornminne      |
| Gothem 112:3               | Stensättning                     |              | Gothem, Gotland     |       | 57.617011, 18.729881 | 10092501120003 | Ladda upp en bild av detta fornminne      |
| Gothem 113:1               | Stensättning                     |              | Gothem, Gotland     |       | 57.617214, 18.725965 | 10092501130001 | Ladda upp en bild av detta fornminne      |
| Gothem 113:2               | Stensättning                     |              | Gothem, Gotland     |       | 57.617154, 18.725779 | 10092501130002 | Ladda upp en bild av detta fornminne      |
| Gothem 115:1               | Stensättning                     |              | Gothem, Gotland     |       | 57.616971, 18.727000 | 10092501150001 | Ladda upp en bild av detta fornminne      |
| Gothem 116:1               | Röse                             |              | Gothem, Gotland     |       | 57.618698, 18.737133 | 10092501160001 | Ladda upp en bild av detta fornminne      |
| Gothem 117:1               | Stensättning                     |              | Gothem, Gotland     |       | 57.620197, 18.736552 | 10092501170001 | Ladda upp en bild av detta fornminne      |
| Gothem 118:1               | Stenkrets                        |              | Gothem, Gotland     |       | 57.619447, 18.739155 | 10092501180001 | Ladda upp en bild av detta fornminne      |
| Gothem 118:2               | Stenkrets                        |              | Gothem, Gotland     |       | 57.619753, 18.739140 | 10092501180002 | Ladda upp en bild av detta fornminne      |
| Gothem 119:1               | Stensättning                     |              | Gothem, Gotland     |       | 57.619182, 18.738338 | 10092501190001 | Ladda upp en bild av detta fornminne      |
| Gothem 121:1               | Stenkrets                        |              | Gothem, Gotland     |       | 57.619292, 18.749985 | 10092501210001 | Ladda upp en bild av detta fornminne      |
| Gothem 121:2               | Stensättning                     |              | Gothem, Gotland     |       | 57.619320, 18.750256 | 10092501210002 | Ladda upp en bild av detta fornminne      |
| Gothem 122:1               | Stensättning                     |              | Gothem, Gotland     |       | 57.615244, 18.756478 | 10092501220001 | Ladda upp en bild av detta fornminne      |
| Gothem 123:1               | Stensättning                     |              | Gothem, Gotland     |       | 57.621367, 18.729697 | 10092501230001 | Ladda upp en bild av detta fornminne      |
| Gothem 124:1               | Grav markerad av sten/block      |              | Gothem, Gotland     |       | 57.609699, 18.761300 | 10092501240001 | Ladda upp en bild av detta fornminne      |
| Gothem 124:2               | Grav markerad av sten/block      |              | Gothem, Gotland     |       | 57.609658, 18.761143 | 10092501240002 | Ladda upp en bild av detta fornminne      |
| Gothem 124:3               | Grav markerad av sten/block      |              | Gothem, Gotland     |       | 57.609759, 18.761209 | 10092501240003 | Ladda upp en bild av detta fornminne      |
| Gothem 124:4               | Grav markerad av sten/block      |              | Gothem, Gotland     |       | 57.609770, 18.761157 | 10092501240004 | Ladda upp en bild av detta fornminne      |
| Gothem 124:5               | Grav markerad av sten/block      |              | Gothem, Gotland     |       | 57.609796, 18.761089 | 10092501240005 | Ladda upp en bild av detta fornminne      |
| Gothem 125:2               | Röse                             |              | Gothem, Gotland     |       | 57.568737, 18.762014 | 10092501250002 | Ladda upp en bild av detta fornminne      |
| Gothem 125:3               | Stensättning                     |              | Gothem, Gotland     |       | 57.568646, 18.762212 | 10092501250003 | Ladda upp en bild av detta fornminne      |
| Gothem 126:1               | Röse                             |              | Gothem, Gotland     |       | 57.568729, 18.763593 | 10092501260001 | Ladda upp en bild av detta fornminne      |
| Gothem 127:1               | Gravfält                         |              | Gothem, Gotland     |       | 57.596192, 18.793088 | 10092501270001 | Ladda upp en bild av detta fornminne      |
| Gothem 128:1               | Husgrund, förhistorisk/medeltida |              | Gothem, Gotland     |       | 57.577268, 18.752161 | 10092501280001 | Ladda upp en bild av detta fornminne      |
| Gothem 128:2               | Husgrund, förhistorisk/medeltida |              | Gothem, Gotland     |       | 57.577375, 18.752477 | 10092501280002 | Ladda upp en bild av detta fornminne      |
| Gothem 130:1               | Röse                             |              | Gothem, Gotland     |       | 57.577354, 18.751572 | 10092501300001 | Ladda upp en bild av detta fornminne      |
| Gothem 131:1               | Fornborg                         |              | Gothem, Gotland     |       | 57.607497, 18.787143 | 10092501310001 | Ladda upp en bild av detta fornminne      |
| Gothem 131:4               | Fornborg                         |              | Gothem, Gotland     |       | 57.606762, 18.793500 | 10092501310004 | Ladda upp en bild av detta fornminne      |
| Gothem 134:1               | Stenkrets                        |              | Gothem, Gotland     |       | 57.616860, 18.735939 | 10092501340001 | Ladda upp en bild av detta fornminne      |
| Gothem 135:1               | Stenkrets                        |              | Gothem, Gotland     |       | 57.616740, 18.753926 | 10092501350001 | Ladda upp en bild av detta fornminne      |
| Gothem 135:2               | Stenkrets                        |              | Gothem, Gotland     |       | 57.616745, 18.754465 | 10092501350002 | Ladda upp en bild av detta fornminne      |
| Gothem 135:3               | Stenkrets                        |              | Gothem, Gotland     |       | 57.616590, 18.754611 | 10092501350003 | Ladda upp en bild av detta fornminne      |
| Gothem 135:4               | Grav markerad av sten/block      |              | Gothem, Gotland     |       | 57.616725, 18.754189 | 10092501350004 | Ladda upp en bild av detta fornminne      |
| Gothem 138:1               | Stensättning                     |              | Gothem, Gotland     |       | 57.616456, 18.756293 | 10092501380001 | Ladda upp en bild av detta fornminne      |
| Gothem 139:1               | Husgrund, förhistorisk/medeltida |              | Gothem, Gotland     |       | 57.565468, 18.695829 | 10092501390001 | Ladda upp en bild av detta fornminne      |
| Gothem 141:1               | Husgrund, förhistorisk/medeltida |              | Gothem, Gotland     |       | 57.564835, 18.693083 | 10092501410001 | Ladda upp en bild av detta fornminne      |
| Gothem 143:1               | Stensättning                     |              | Gothem, Gotland     |       | 57.578638, 18.788078 | 10092501430001 | Ladda upp en bild av detta fornminne      |
| Gothem 143:2               | Stensättning                     |              | Gothem, Gotland     |       | 57.578737, 18.788507 | 10092501430002 | Ladda upp en bild av detta fornminne      |
| Gothem 144:1               | Hällristning                     |              | Gothem, Gotland     |       | 57.577623, 18.789108 | 11100000000611 | Ladda upp en bild av detta fornminne      |
| Gothem 144:2               | Hällristning                     |              | Gothem, Gotland     |       | 57.577791, 18.788881 | 11100000000612 | Ladda upp en bild av detta fornminne      |
| Gothem 144:3               | Hällristning                     |              | Gothem, Gotland     |       | 57.577791, 18.788881 | 11100000000613 | Ladda upp en bild av detta fornminne      |
| Gothem 144:4               | Hällristning                     |              | Gothem, Gotland     |       | 57.578200, 18.788924 | 11100000000614 | Ladda upp en bild av detta fornminne      |
| Gothem 144:5               | Hällristning                     |              | Gothem, Gotland     |       | 57.578178, 18.788296 | 11100000000615 | Ladda upp en bild av detta fornminne      |
| Gothem 144:6               | Hällristning                     |              | Gothem, Gotland     |       | 57.577674, 18.788509 | 11100000000616 | Ladda upp en bild av detta fornminne      |
| Gothem 145:1               | Stenkrets                        |              | Gothem, Gotland     |       | 57.570123, 18.773545 | 10092501450001 | Ladda upp en bild av detta fornminne      |
| Gothem 145:2               | Stensättning                     |              | Gothem, Gotland     |       | 57.570108, 18.773351 | 10092501450002 | Ladda upp en bild av detta fornminne      |
| Gothem 147:1               | Husgrund, förhistorisk/medeltida |              | Gothem, Gotland     |       | 57.533606, 18.752161 | 10092501470001 | Ladda upp en bild av detta fornminne      |
| Gothem 147:2               | Husgrund, förhistorisk/medeltida |              | Gothem, Gotland     |       | 57.533401, 18.751894 | 10092501470002 | Ladda upp en bild av detta fornminne      |
| Gothem 148:1               | Hällristning                     |              | Gothem, Gotland     |       | 57.607062, 18.743911 | 11100000000617 | Ladda upp en bild av detta fornminne      |
| Gothem 151:1               | Stensättning                     |              | Gothem, Gotland     |       | 57.573416, 18.669206 | 10092501510001 | Ladda upp en bild av detta fornminne      |
| Gothem 153:1               | Stensättning                     |              | Gothem, Gotland     |       | 57.582776, 18.692199 | 10092501530001 | Ladda upp en bild av detta fornminne      |
| Gothem 154:1               | Stensättning                     |              | Gothem, Gotland     |       | 57.582429, 18.688342 | 10092501540001 | Ladda upp en bild av detta fornminne      |
| Gothem 154:2               | Stensättning                     |              | Gothem, Gotland     |       | 57.582363, 18.689070 | 10092501540002 | Ladda upp en bild av detta fornminne      |
| Gothem 155:1               | Stensättning                     |              | Gothem, Gotland     |       | 57.581947, 18.684687 | 10092501550001 | Ladda upp en bild av detta fornminne      |
| Gothem 157:1               | Stensättning                     |              | Gothem, Gotland     |       | 57.535792, 18.717928 | 10092501570001 | Ladda upp en bild av detta fornminne      |
| Gothem 157:2               | Stensättning                     |              | Gothem, Gotland     |       | 57.535731, 18.717502 | 10092501570002 | Ladda upp en bild av detta fornminne      |
| Gothem 158:1               | Stensättning                     |              | Gothem, Gotland     |       | 57.607188, 18.706014 | 10092501580001 | Ladda upp en bild av detta fornminne      |
| Gothem 158:2               | Stensättning                     |              | Gothem, Gotland     |       | 57.606983, 18.705599 | 10092501580002 | Ladda upp en bild av detta fornminne      |
| Gothem 159:1               | Stensättning                     |              | Gothem, Gotland     |       | 57.603379, 18.714990 | 10092501590001 | Ladda upp en bild av detta fornminne      |
| Gothem 160:1               | Stensättning                     |              | Gothem, Gotland     |       | 57.611549, 18.742460 | 10092501600001 | Ladda upp en bild av detta fornminne      |
| Gothem 160:2               | Stensättning                     |              | Gothem, Gotland     |       | 57.611750, 18.742922 | 10092501600002 | Ladda upp en bild av detta fornminne      |
| Gothem 161:1               | Stensättning                     |              | Gothem, Gotland     |       | 57.607270, 18.739430 | 10092501610001 | Ladda upp en bild av detta fornminne      |
| Gothem 161:2               | Stensättning                     |              | Gothem, Gotland     |       | 57.607350, 18.739738 | 10092501610002 | Ladda upp en bild av detta fornminne      |
| Gothem 161:3               | Stensättning                     |              | Gothem, Gotland     |       | 57.607424, 18.740256 | 10092501610003 | Ladda upp en bild av detta fornminne      |
| Gothem 166:1               | Gravfält                         |              | Gothem, Gotland     |       | 57.608200, 18.766111 | 10092501660001 | Ladda upp en bild av detta fornminne      |
| Gothem 167:1               | Stensättning                     |              | Gothem, Gotland     |       | 57.608898, 18.766837 | 10092501670001 | Ladda upp en bild av detta fornminne      |
| Gothem 172:1               | Grav markerad av sten/block      |              | Gothem, Gotland     |       | 57.592878, 18.722912 | 10092501720001 | Ladda upp en bild av detta fornminne      |
| Gothem 172:2               | Stensättning                     |              | Gothem, Gotland     |       | 57.592691, 18.722915 | 10092501720002 | Ladda upp en bild av detta fornminne      |
| Gothem 173:1               | Stensättning                     |              | Gothem, Gotland     |       | 57.592477, 18.722091 | 10092501730001 | Ladda upp en bild av detta fornminne      |
| Gothem 173:2               | Stensättning                     |              | Gothem, Gotland     |       | 57.592332, 18.721889 | 10092501730002 | Ladda upp en bild av detta fornminne      |
| Gothem 173:3               | Stensättning                     |              | Gothem, Gotland     |       | 57.592364, 18.722438 | 10092501730003 | Ladda upp en bild av detta fornminne      |
| Gothem 182:1               | Stensättning                     |              | Gothem, Gotland     |       | 57.585648, 18.731001 | 10092501820001 | Ladda upp en bild av detta fornminne      |
| Gothem 204:1               | Gravfält                         |              | Gothem, Gotland     |       | 57.564081, 18.755646 | 10092502040001 | Ladda upp en bild av detta fornminne      |
| Gothem 210:1               | Stensättning                     |              | Gothem, Gotland     |       | 57.545163, 18.742111 | 10092502100001 | Ladda upp en bild av detta fornminne      |
| Gothem 222:1               | Stensättning                     |              | Gothem, Gotland     |       | 57.539093, 18.734316 | 10092502220001 | Ladda upp en bild av detta fornminne      |
| Gothem 223:1               | Hällristning                     |              | Gothem, Gotland     |       | 57.583114, 18.795361 | 11100000000724 | Ladda upp en bild av detta fornminne      |
| Gothem 224:1               | Stensättning                     |              | Gothem, Gotland     |       | 57.579420, 18.789409 | 10092502240001 | Ladda upp en bild av detta fornminne      |
| Gothem 225:1               | Hällristning                     |              | Gothem, Gotland     |       | 57.580169, 18.792592 | 11100000000725 | Ladda upp en bild av detta fornminne      |
| Gothem 229:1               | Stensättning                     |              | Gothem, Gotland     |       | 57.541309, 18.783065 | 10092502290001 | Ladda upp en bild av detta fornminne      |
| Gothem 232:1               | Fornborg                         |              | Gothem, Gotland     |       | 57.629022, 18.738761 | 10092502320001 | Ladda upp en till bild av detta fornminne |
| Gothem 233:1               | Stensättning                     |              | Gothem, Gotland     |       | 57.628375, 18.740696 | 10092502330001 | Ladda upp en bild av detta fornminne      |
| Gothem 234:1               | Stensättning                     |              | Gothem, Gotland     |       | 57.628369, 18.737727 | 10092502340001 | Ladda upp en bild av detta fornminne      |
| Gothem 236:1               | Fornborg                         |              | Gothem, Gotland     |       | 57.627100, 18.739597 | 10092502360001 | Ladda upp en bild av detta fornminne      |
| Gothem 237:1               | Stensättning                     |              | Gothem, Gotland     |       | 57.627908, 18.750350 | 10092502370001 | Ladda upp en bild av detta fornminne      |
| Gothem 237:2               | Stensättning                     |              | Gothem, Gotland     |       | 57.627724, 18.750171 | 10092502370002 | Ladda upp en bild av detta fornminne      |
| Gothem 237:3               | Grav markerad av sten/block      |              | Gothem, Gotland     |       | 57.627679, 18.750179 | 10092502370003 | Ladda upp en bild av detta fornminne      |
| Gothem 237:4               | Grav markerad av sten/block      |              | Gothem, Gotland     |       | 57.627689, 18.750166 | 10092502370004 | Ladda upp en bild av detta fornminne      |
| Gothem 238:1               | Stenkrets                        |              | Gothem, Gotland     |       | 57.627390, 18.751614 | 10092502380001 | Ladda upp en bild av detta fornminne      |
| Gothem 238:2               | Stensättning                     |              | Gothem, Gotland     |       | 57.627374, 18.751031 | 10092502380002 | Ladda upp en bild av detta fornminne      |
| Gothem 244                 | Gravfält                         |              | Gothem, Gotland     |       | 57.567709, 18.773514 | 12000000004050 | Ladda upp en bild av detta fornminne      |
| Gothem 397                 | Stensättning                     |              | Gothem, Gotland     |       | 57.615148, 18.724492 | 12000000029314 | Ladda upp en bild av detta fornminne      |
| Gothem 490                 | Stensättning                     |              | Gothem, Gotland     |       | 57.545021, 18.683130 | 12000000029589 | Ladda upp en bild av detta fornminne      |
| Gothem 560                 | Kvarn                            |              | Gothem, Gotland     |       | 57.560565, 18.769306 | 12000000029854 | Ladda upp en bild av detta fornminne      |
| Gothem 621                 | Stensättning                     |              | Gothem, Gotland     |       | 57.560723, 18.672535 | 12000000030296 | Ladda upp en bild av detta fornminne      |
| Gothem 625                 | Stensättning                     |              | Gothem, Gotland     |       | 57.560732, 18.672535 | 12000000030300 | Ladda upp en bild av detta fornminne      |
| Tjelvars grav (Boge 28:1)  | Stenkrets                        |              | Gothem, Gotland     |       | 57.627778, 18.732502 | 10090100280001 | Ladda upp en till bild av detta fornminne |
| Boge 30:1                  | Stensättning                     |              | Gothem, Gotland     |       | 57.628469, 18.727408 | 10090100300001 | Ladda upp en bild av detta fornminne      |
| Boge 30:2                  | Stensättning                     |              | Gothem, Gotland     |       | 57.628230, 18.727125 | 10090100300002 | Ladda upp en bild av detta fornminne      |
| Boge 33:1                  | Gravfält                         |              | Gothem, Gotland     |       | 57.628318, 18.734520 | 10090100330001 | Ladda upp en bild av detta fornminne      |